# Intenzivní bouřky v Evropě 6. až 10. července 2019

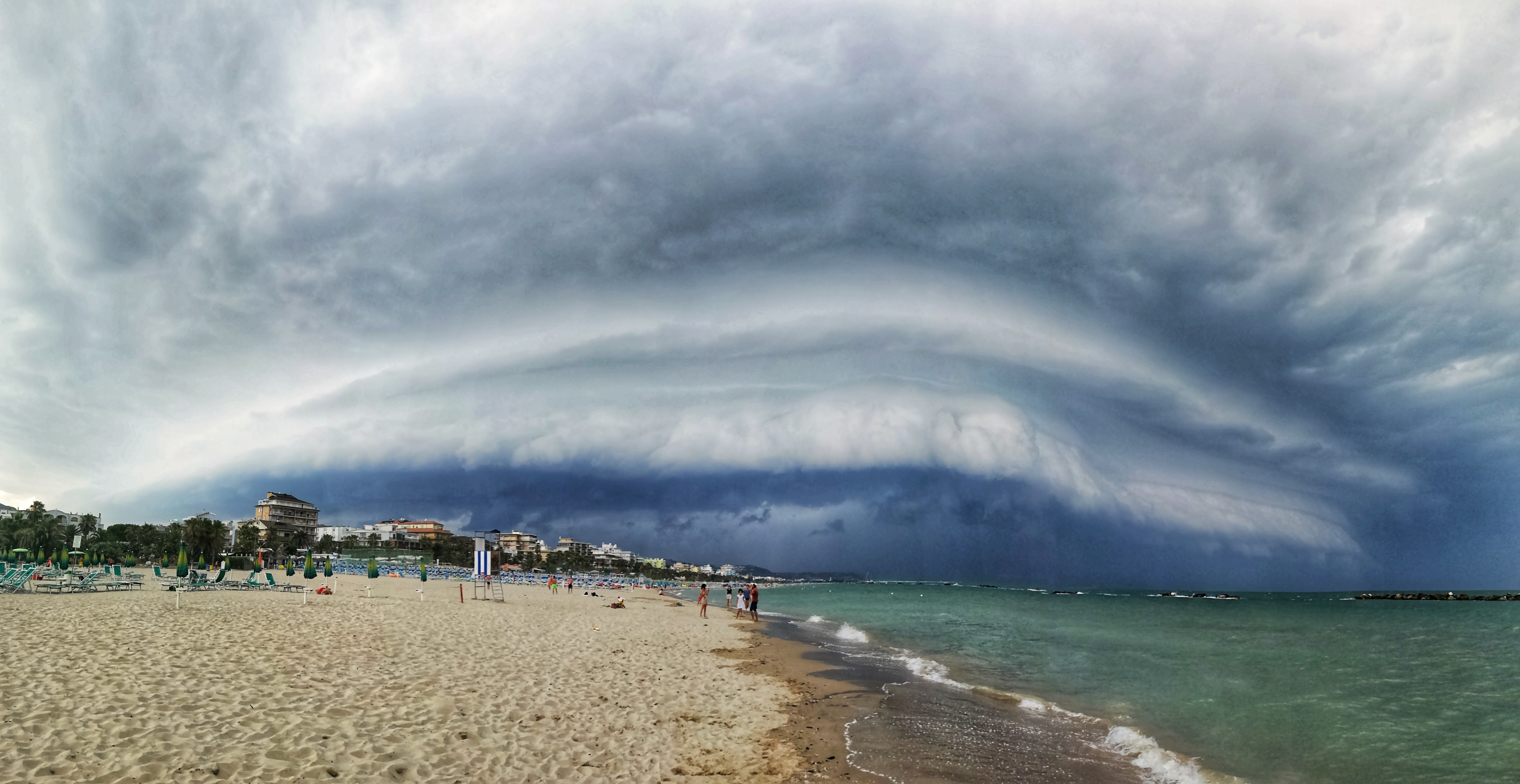
Límcový oblak (shelf cloud) na bouřce 9. července ve východní Itálii, která vyvolala silný vítr.

Během intenzivních bouřek v Evropě 6. až 10. července 2019 bylo do ESWD (European Severe Weather Database) nahlášeno 480 nebezpečných jevů, spojených s konvektivní činností, z toho skoro polovina z Itálie. Silné bouřky se vyskytovaly zejména v jižní Evropě, ale několik výraznějších projevů se vyskytlo i v Evropě střední, konkrétně v Maďarsku, na Slovensku, na západě Ukrajiny a v Polsku. Je sice pravda, že se výraznější projevy vyskytly také v severní a východní Evropě, ale neměly bližší spojitost s bouřkami v jižní a střední Evropě a nezpůsobily ani zdaleka tak vysoký dopad na člověka a přírodu. V důsledku intenzivních bouřek v období 6. až 10. července zemřelo v Evropě 10 lidí a zhruba 150 dalších utrpělo zranění.
Velkou většinu nebezpečných jevů představoval silný vítr a velké kroupy (>2 cm). Vyskytly se i přívalové srážky a neobvykle vysoký počet tornád. 10. července padaly v Pescaře na východě Itálie obří kroupy o velikosti až 14 cm. Takto velké kroupy byly v Evropě pozorovány pouze několikrát.

## Postup bouřek

### 6. červenec
Slabší jet-stream nad jižní Evropou přinesl na Pyrenejský poloostrov, jihovýchodní polovinu Francie a do alpské oblasti zesílený střih větru. Hodnoty CAPE dosáhly na jihu Francie 2000 J/kg a v severní Itálii až 3000 J/kg.
Kroupy, největší o velikosti 7 až 8 cm, padaly ve střední a jihovýchodní Francii. Ve stejných oblastech silný vítr vyvrátil stovky stromů a v některých lokalitách společně s kroupami částečně zdevastoval úrodu na polích. V severozápadní Itálii kroupy o velikosti 6 až 8 cm zranily jednoho člověka. 3 lidé utrpěli zranění ve švýcarském Lucernu po nárazu větru o rychlosti 136 km/h. V jihovýchodním Rakousku shořely 2 domy v důsledku zasažení bleskem.

### 7. červenec
Na východním Slovensku, jihovýchodním Polsku a západní Ukrajině CAPE dosáhlo hodnot 750 až 1500 J/kg. Rovněž touto oblastí přecházela brázda nižšího tlaku vzduchu. Sever Chorvatska, Slovinsko, a sever Itálie zaznamenaly CAPE v rozmezí 1500 až 3000 J/kg, severozápadní část Středozemního moře 2000 až 3000 J/kg.
Ve Francii, Itálii a Chorvatsku padaly kroupy o velikosti až 6 cm a na severu Srbska se v supercelární bouřce vyskytlo slabé tornádo. Na jihozápadě Rumunska nárazy větru přesahující 110 km/h způsobily výrazné škody.
Bezpochyby nejvýraznější situace 7. července v Evropě, a jedna z nejvýraznějších situací za celé období 6. až 10. července, se ale vyskytla na východním Slovensku a v západní Ukrajině. Na východě Slovenska se ve 14 SELČ vytvořila výrazná supercela, která produkovala kroupy o velikosti až 6 cm, intenzivní srážky a silný vítr, který vyvrátil stovky stromů. Několik slovenských stanic zaznamenalo za hodinu kolem 50 mm srážek. Na západě Ukrajiny se v bouřce vyskytlo slabé tornádo, které možná vzniklo na slovensko-ukrajinské hranici anebo už na Slovensku.
7. července utrpělo 7 lidí zranění, 3 v Chorvatsku, 3 v Rumunsku a 1 ve Francii.

### 8. červenec
Hodnoty CAPE se v Itálii ojediněle vyšplhaly nad 2000 J/kg, v severovýchodní polovině Španělska a na jihu Francie nad 1000 J/kg.
V severní polovině Španělska se vyskytly kroupy o velikosti až 8 cm, tornádo o intenzitě F1 a záplavy, při kterých zemřel 1 člověk. Velké kroupy o velikosti přes 3 cm se vyskytly také ve Francii, Itálii a Chorvatsku.

### 9. červenec
Přes Itálii, Jaderské moře a Balkánský poloostrov se k jihu přesouvala studená fronta s velmi výrazným střihem větru.
Nejsilnější bouřky se tento den vyskytly v Itálii, zejména na východě. Odpolední silná bouřka na východě Itálie, asi 20 km severně od San Marina, vytvořila kroupy o velikosti až 8 cm. Postupně se přesouvala k jihu až jihovýchodu. Její nejsilnější část se dostala nad Jaderské moře, čímž se snížilo riziko pro obyvatele měst na východním pobřeží. I přesto se v těchto oblastech vyskytl silný vítr, který způsobil výrazné škody a 3 lidé utrpěli zranění. Jeden člověk zemřel na zásah bleskem.

### 10. červenec
Přes Itálii, Jaderské moře a Balkánský poloostrov se k jihu nadále přesouvala studená fronta s velmi výrazným střihem větru.
Nejvýraznější situace za celé období se odehrála na jihovýchodě Itálie a severovýchodě Řecka. Nejprve zasáhlo východoitalské město Cervia tornádo o síle F1, které způsobilo 3 zranění. Na jihovýchodě Itálie se vyskytl silný vítr, záplavy, ale zejména obří kroupy o velikosti až 14 cm, které poranily zhruba 20 lidí. Poté se silné bouřky přesunuly do severní poloviny Řecka, kde silný vítr a kroupy způsobily smrt 7 lidí a zranění více než 100 dalších. Při bouřce zemřeli 2 Češi. Všech 7 lidí, včetně 6 turistů, zemřelo na poloostrově Chalkidiki na severovýchodě Řecka. Na západě Turecka zásahem blesku zemřeli 2 lidé.
Ve středním Polsku se vyskytlo slabé tornádo (F0), které zasáhlo neobydlenou oblast. Pravděpodobně se vyskytlo ve spojitosti s přechodem supercely.